# Anartowie

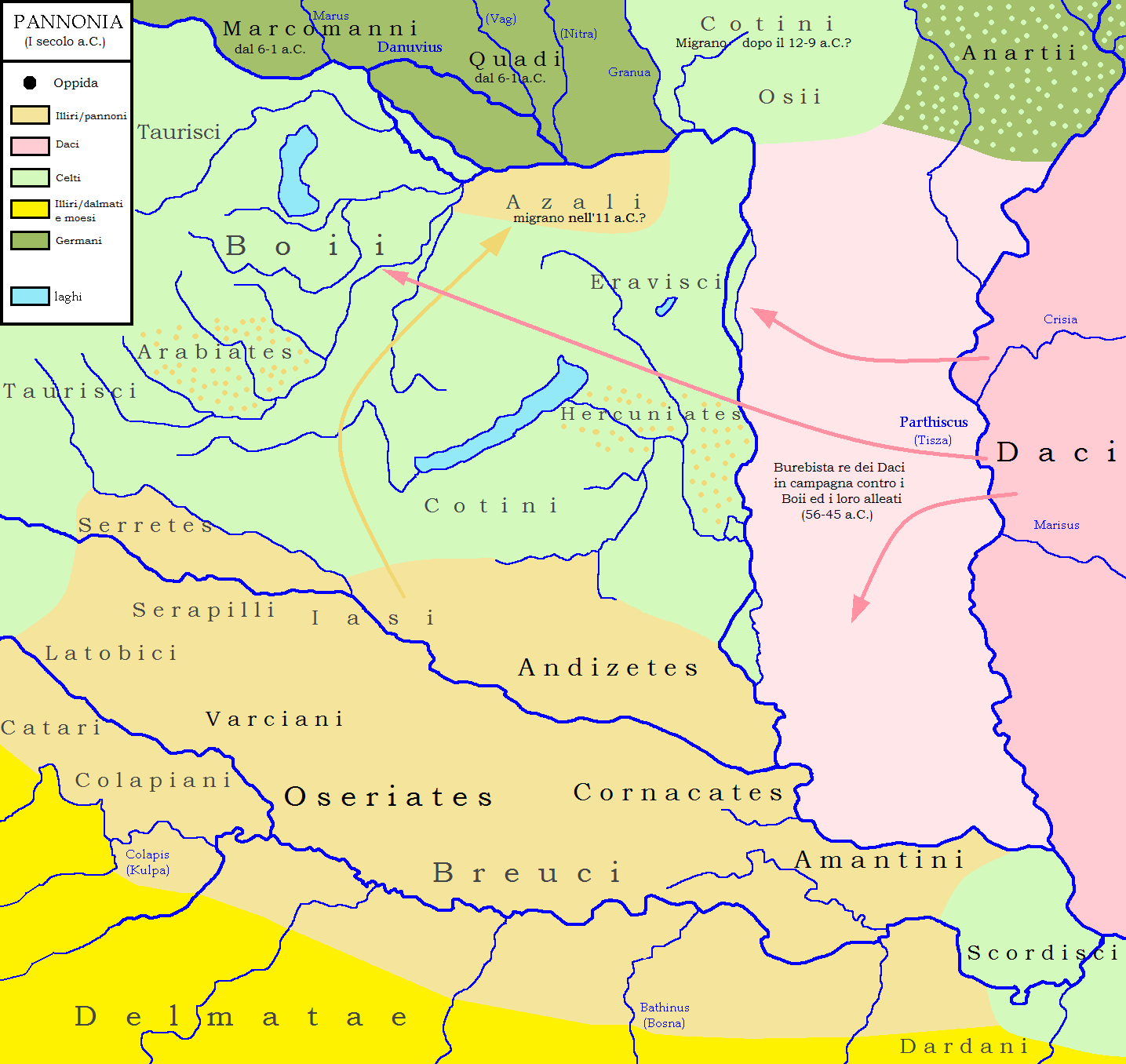
Lokalizacja Anartów (Anartii) na początku I wieku n.e.

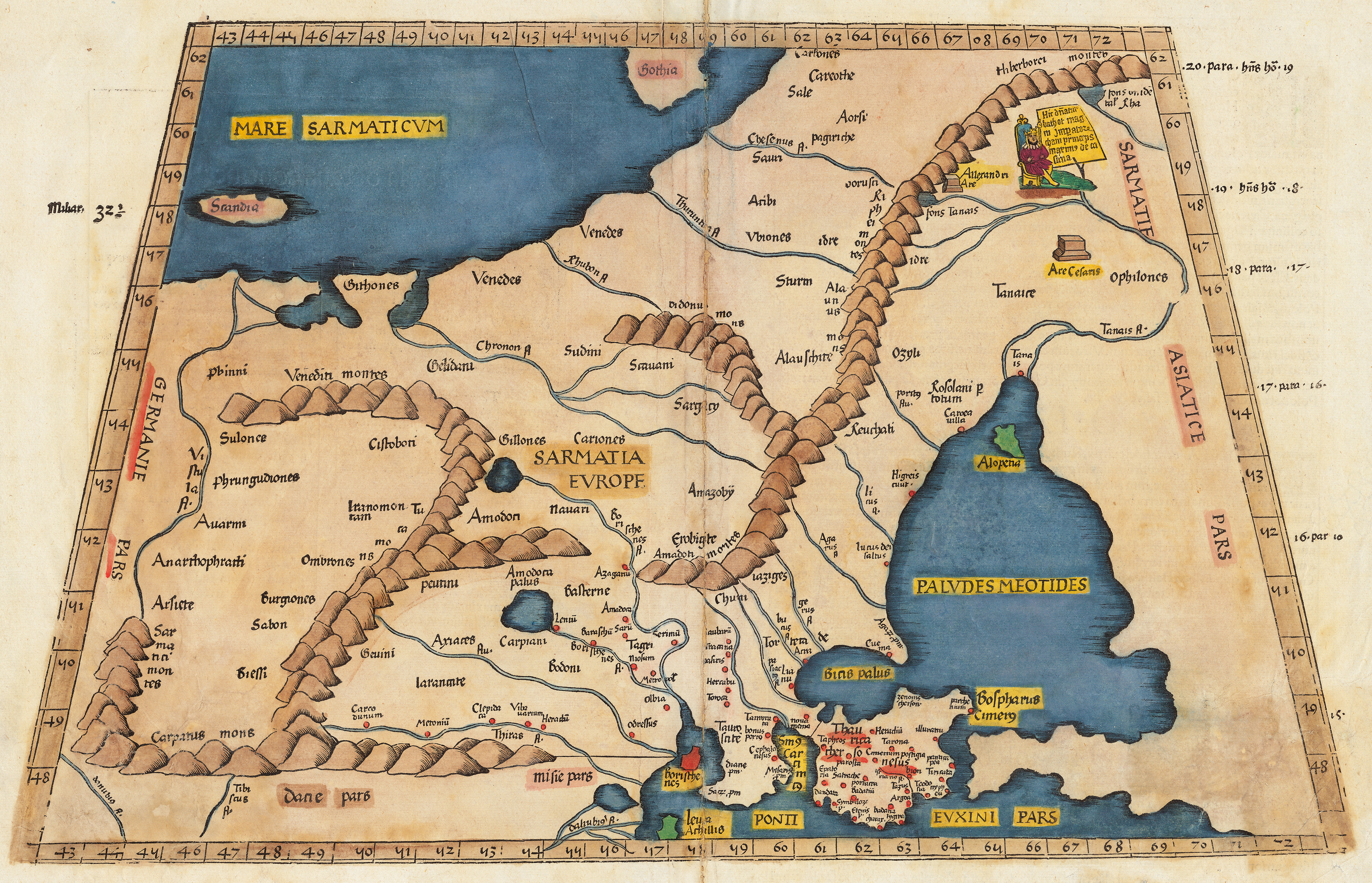
Fragment ptolomejskiej mapy według Merkatora (1482); plemię Anartophracti umieszczone jest w Karpatach na prawym brzegu Wisły w jej górnym biegu.

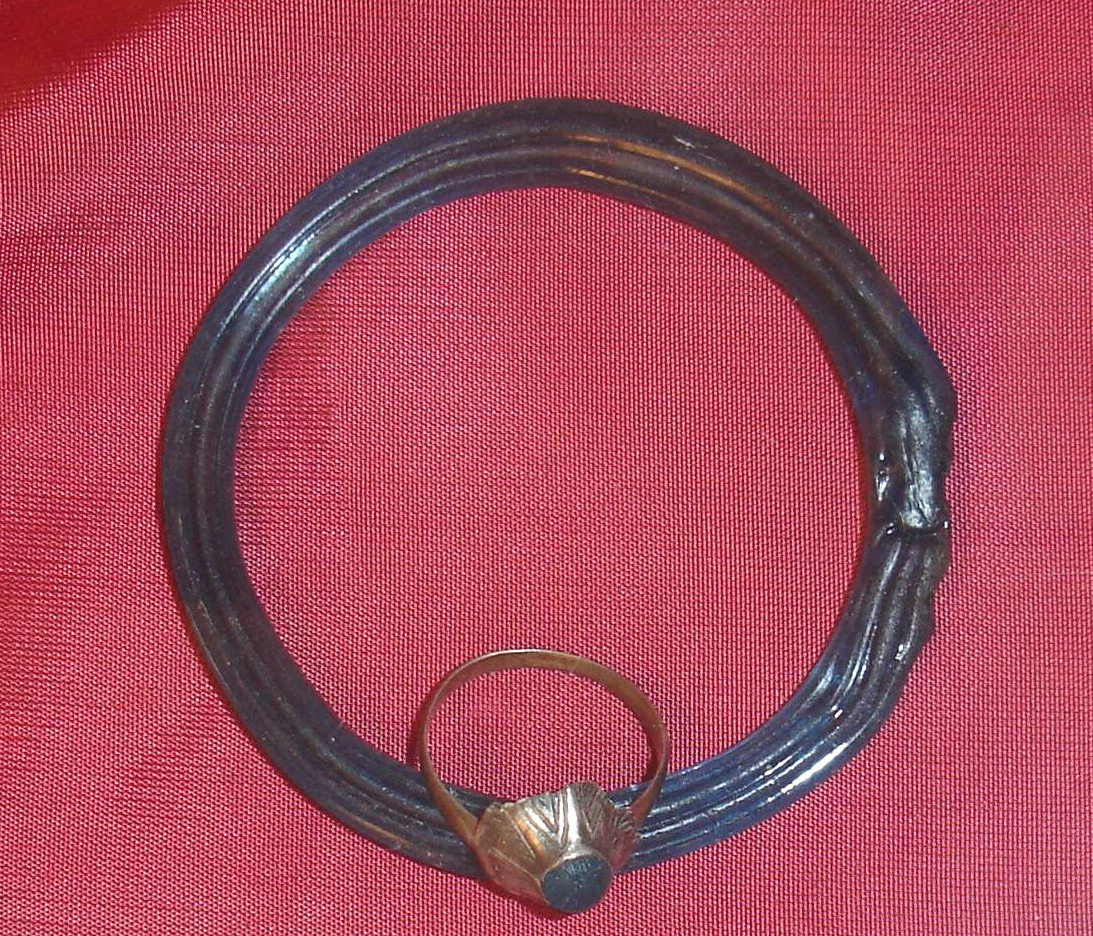
Niektóre celtyckie ozdoby znalezione u podnóża Gór Słonnych w miejscowości Trepcza nad Sanem przez archeologa Jerzego Ginalskiego

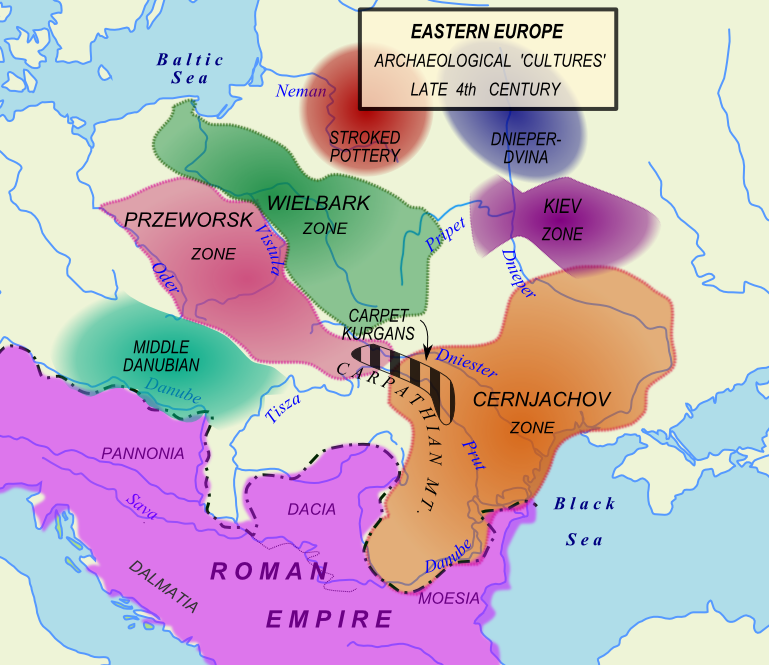
Anartowie na tle sytuacji osadniczej Europy Środkowo-Wschodniej w II wieku n.e.

Anartowie (łac. Anarti, Anari) – plemię celtyckie zamieszkujące według Ptolemeusza północno-zachodnią Rumunię (Dację), w Polsce identyfikowane z kulturą puchowską oraz ośrodkami kulturowymi z dorzecza górnej Cisy z okresu LT B1-LT D1/D2. Zgodnie ze współcześnie im Korneliuszem Tacytem mogli zajmować tereny Saltus Carpathians.

## Historia
Plemię zostało wspomniane w dziele Juliusza Cezara de Bello Gallico (zob. Wojny galijskie).

### Archeologia
Początki osadnictwa celtyckiego na terenie dorzecza Sanu sięgają IV wieku p.n.e. Celtowie osiedlili się w południowej części dorzecza, nad górnym i środkowym Sanem, w okolicach dzisiejszego Sanoka. Na terenie tym do chwili obecnej zlokalizowano 26 stanowisk archeologicznych z materiałami, które należy przypisać kulturze celtyckiej.
Do najlepiej przebadanych należą osady w miejscowościach Pakoszówka, Sanok-Biała Góra oraz Trepcza. Na stanowisku w m. Trepcza jeszcze w latach 60. ubiegłego wieku znaleziono m.in. złotego statera celtyckiego. Jest to najstarsza moneta celtycka odnaleziona na ziemiach polskich.
Ślady bytności Celtów datowane są na stanowisku Trepcza-Horodyszcze na 250 r. p.n.e. – do II wieku n.e., było to prawdopodobnie górskie plemię Anartfracti (sprzymierzeńcy Anartów), którzy przywędrowali tutaj znad rzeki Cisy. Poza ceramiką charakterystyczną dla tej kultury Celtowie zbudowali tu również osadę obronną. Zdaniem archeologów (Jerzy Ginalski) powód przesiedlenia się Celtów na te tereny to liczne złoża solankowe występujące w Górach Słonnych, będące cennym surowcem handlowym i gospodarczym. Według niektórych interpretacji nad samym Sanem mogli mieć za sąsiadów plemię sarmackie identyfikowane z Sabokami/Sanbokami.
Po zaniku na  terenie południowo-wschodniej Polski osadnictwa celtyckiego, we wczesnym okresie rzymskim, pojawiają się na tym obszarze grupy ludności kultury przeworskiej, które będą się przemieszczały w kierunku Kotliny Sanockiej (cmentarzystko w Prusieku, osada na stanowisku we wsi Pakoszówka) i obszarów wysuniętych jeszcze dalej na południe.

### Związki etymologiczne
Prawdopodobnie nazwa rzeki San, a więc tereny, na których osiedlili się kiedyś Anartowie, ma etymologię celtycką, w znaczeniu "wartki, bystry strumień" (taki San właśnie jest na odcinku aż do Przemyśla). W języku Gallów san znaczyło "rzeka". Nazwy rzek Shannon (irl. Siannan), Saona, Seine i San miałaby wspólny celtycko-galijski źródłosłów.
Również wczesnośredniowieczna nazwa tych ziem, określonych jako Galicja, wzięła swój początek od jakiegoś plemienia celtyckiego.

## Muzea
- Oferta edukacyjna Muzeum w Krośnie, sezon 2005/2006 "Celtowie na Podkarpaciu"